# ペイパーハネムーン
ペイパーハネムーン は、日本テレビ系列の『火曜サスペンス劇場』内で放映された2時間ドラマ。1987年6月9日放送。

## 内容
和菓子屋の跡取り息子が結婚することに。ところが式の当日、花嫁が何者かに誘拐されてしまった。

## キャスト
- 荻野目慶子
- 石立鉄男
- 若松武
- 榎木孝明
- 鈴木瑞穂
- 星セント
- 加藤和夫

## スタッフ
- 脚本：岸川桐丸
- 演出：松島哲也
- 主題歌：岩崎宏美「夜のてのひら」

| スタブアイコン | サブスタブ | この項目は、まだ閲覧者の調べものの参照としては役立たない、テレビ番組に関連した書きかけの項目です。この項目を加筆・訂正などしてくださる協力者を求めています（P:テレビ/PJ:放送または配信の番組）。 |